# Beni Ayat
Beni Ayat est une commune rurale marocaine, de la région de Béni Mellal-Khénifra, province d'Azilal.

## Économie
La source économique principale de la région est l'agriculture (olivier, betterave sucrière, grenadier, figuier...), et l’élevage des bovins.
Beni Ayat est desservie en eau par le barrage Bin el Ouidane.

## Personnalités liées
- Mohamed Bachir El Bouhali (1912-1971), militaire marocain